# كنديا
كنديا ( نكو : ߞߌ߲ߘߌߦߊ߫) هي رابع أكبر مدينة في غينيا، تقع حوالي 85 ميلا شمال شرق عاصمة البلاد، كوناكري . يقدر عدد سكانها في عام 2008 بـ نسمة 181,126. كينديا بمثابة عاصمة وأكبر مدينة لمحافظة كينديا [الإنجليزية] وإقليم كينديا. كما أنها تشكل محافظة فرعية لغينيا.

## جغرافية

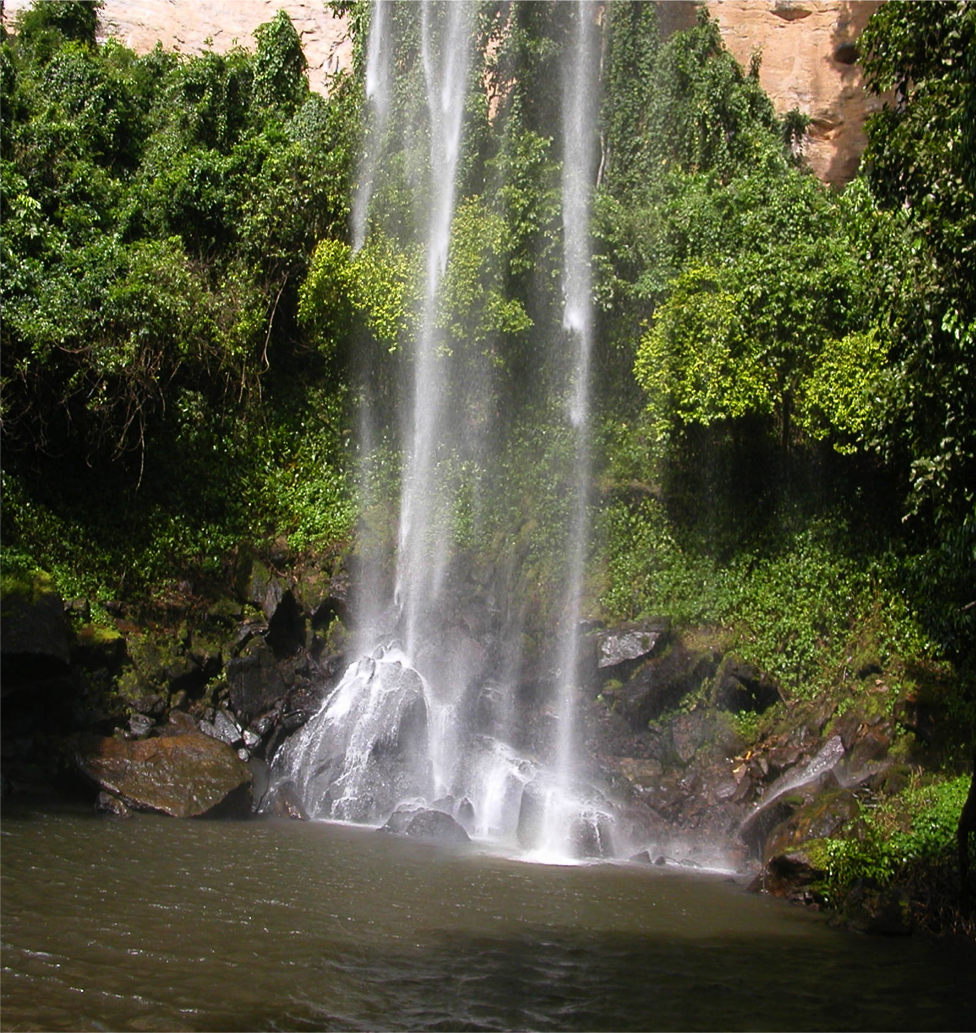
شلالات مارييه.

تقع المدينة بالقرب من جبل جانجان وشلالات ماري .

## التاريخ

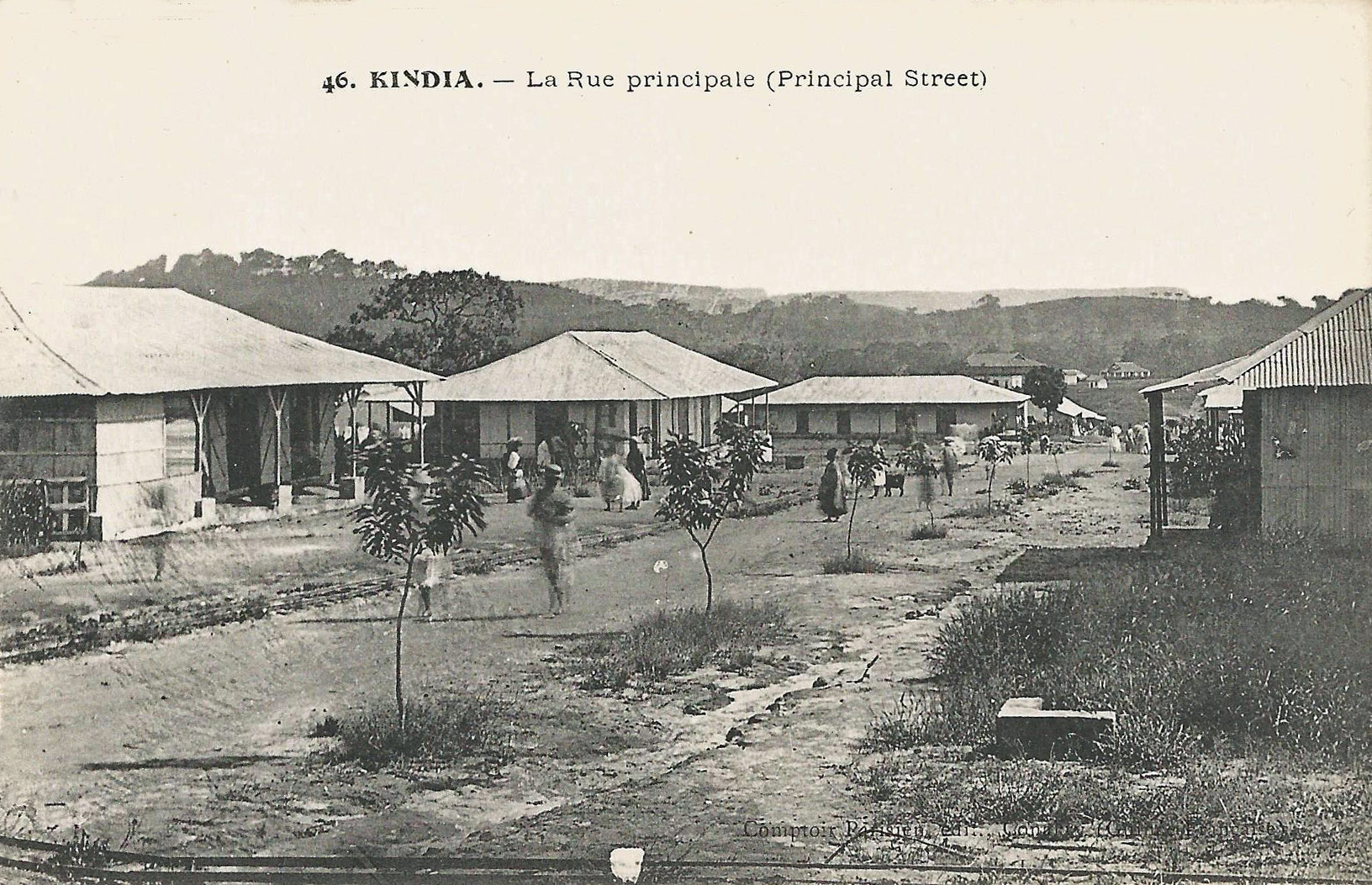
الشارع الرئيسي عام 1905.

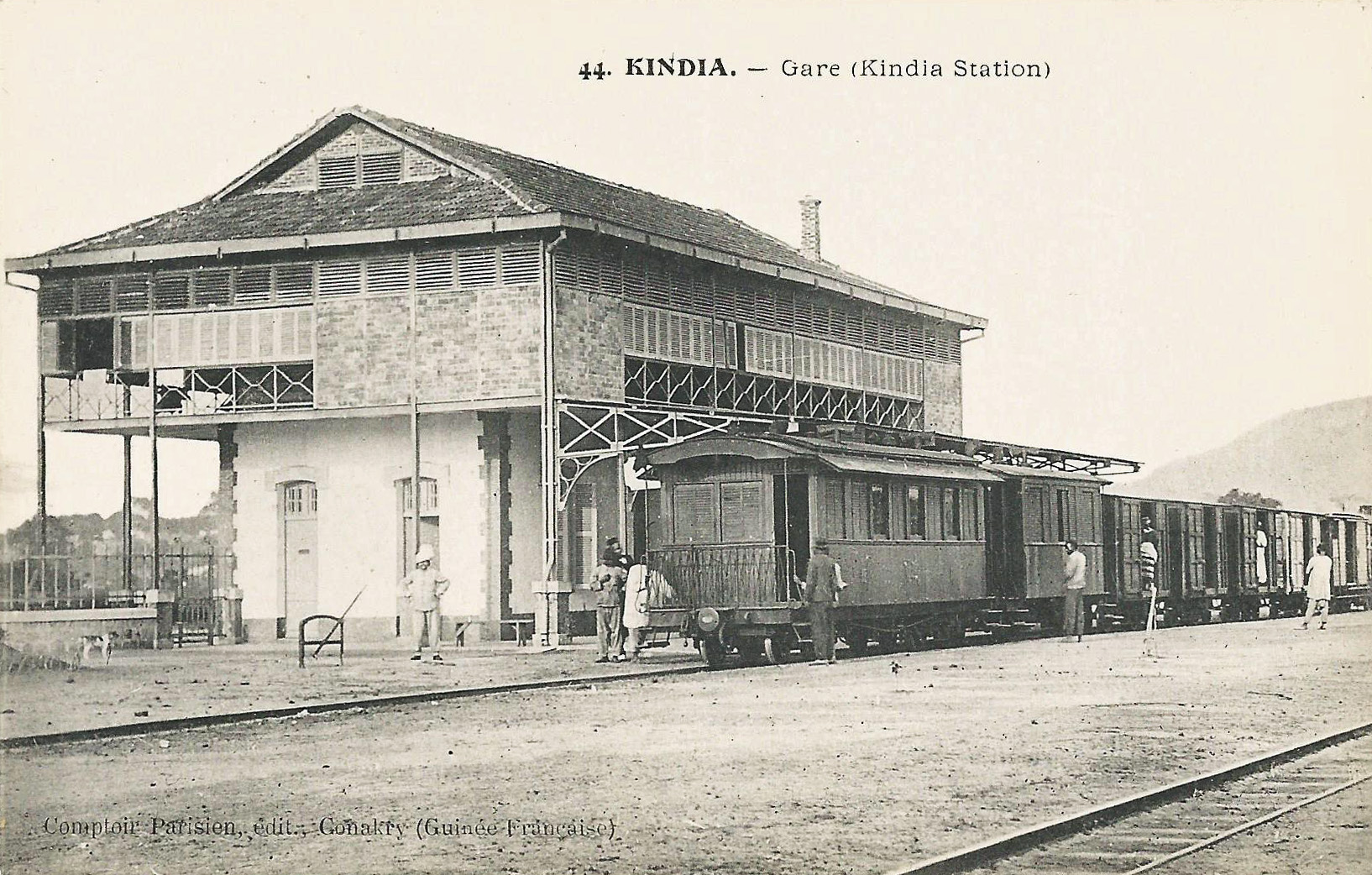
عام 1905.

تأسست المدينة عام 1904 على مسار السكة الحديدية كوناكري في كانكان.

## اقتصاد
نمت كينديا حول مزارع الموز بعد بناء خط السكك الحديدية وهو مغلق الآن إلى العاصمة.

## الديموغرافيا
تضم مدينة كينديا تنوعًا عرقيًا من السكان، على الرغم من أن السوسو يشكلون غالبية السكان، يليهم الماندينغا . المدينة هي موطن لجميع المجموعات العرقية في البلاد تقريبًا. تعد كينديا، بعد العاصمة كوناكري، موطنًا لثاني أكبر مجتمع سيراليوني في غينيا. يقدر عدد السيراليونيين المقيمين في المدينة بنحو 9000 شخص، وحصل الكثير منهم على الجنسية الغينية. مثل كل المدن في غرب غينيا، بما في ذلك العاصمة كوناكري، فإن لغة السوسو هي اللغة الأكثر انتشارًا في كينديا ويفهمها جميع السكان تقريبًا.

## المناخ
كينديا لديها مناخ السافانا الاستوائية ( تصنيف كوبن للمناخ Aw ).
| البيانات المناخية لـكينديا        | البيانات المناخية لـكينديا | البيانات المناخية لـكينديا | البيانات المناخية لـكينديا | البيانات المناخية لـكينديا | البيانات المناخية لـكينديا | البيانات المناخية لـكينديا | البيانات المناخية لـكينديا | البيانات المناخية لـكينديا | البيانات المناخية لـكينديا | البيانات المناخية لـكينديا | البيانات المناخية لـكينديا | البيانات المناخية لـكينديا | البيانات المناخية لـكينديا |
| الشهر                             | يناير                      | فبراير                     | مارس                       | أبريل                      | مايو                       | يونيو                      | يوليو                      | أغسطس                      | سبتمبر                     | أكتوبر                     | نوفمبر                     | ديسمبر                     | المعدل السنوي              |
| --------------------------------- | -------------------------- | -------------------------- | -------------------------- | -------------------------- | -------------------------- | -------------------------- | -------------------------- | -------------------------- | -------------------------- | -------------------------- | -------------------------- | -------------------------- | -------------------------- |
| متوسط درجة الحرارة الكبرى °م (°ف) | 31.8 (89.2)                | 33.8 (92.8)                | 35.0 (95.0)                | 34.2 (93.6)                | 31.8 (89.2)                | 28.7 (83.7)                | 27.1 (80.8)                | 26.7 (80.1)                | 27.8 (82.0)                | 28.9 (84.0)                | 30.0 (86.0)                | 30.7 (87.3)                | 30.5 (86.9)                |
| المتوسط اليومي °م (°ف)            | 25.4 (77.7)                | 26.8 (80.2)                | 27.7 (81.9)                | 27.8 (82.0)                | 26.6 (79.9)                | 24.7 (76.5)                | 23.8 (74.8)                | 23.4 (74.1)                | 24.0 (75.2)                | 24.6 (76.3)                | 25.3 (77.5)                | 25.0 (77.0)                | 25.4 (77.7)                |
| متوسط درجة الحرارة الصغرى °م (°ف) | 19.0 (66.2)                | 19.7 (67.5)                | 20.5 (68.9)                | 21.4 (70.5)                | 21.3 (70.3)                | 20.7 (69.3)                | 20.4 (68.7)                | 20.4 (68.7)                | 20.2 (68.4)                | 20.3 (68.5)                | 20.5 (68.9)                | 19.2 (66.6)                | 20.3 (68.5)                |
| معدل هطول الأمطار مم (إنش)        | 1 (0.0)                    | 2 (0.1)                    | 12 (0.5)                   | 48 (1.9)                   | 175 (6.9)                  | 243 (9.6)                  | 371 (14.6)                 | 464 (18.3)                 | 351 (13.8)                 | 225 (8.9)                  | 39 (1.5)                   | 7 (0.3)                    | 1٬938 (76.4)               |
| متوسط الأيام الممطرة (≥ 1.0 mm)   | 0                          | 0                          | 1                          | 4                          | 12                         | 16                         | 23                         | 26                         | 22                         | 17                         | 4                          | 1                          | 126                        |
| متوسط الرطوبة النسبية (%)         | 47                         | 45                         | 48                         | 55                         | 69                         | 80                         | 84                         | 86                         | 82                         | 80                         | 73                         | 57                         | 67                         |
| ساعات سطوع الشمس الشهرية          | 247                        | 237                        | 262                        | 230                        | 197                        | 148                        | 106                        | 81                         | 127                        | 163                        | 189                        | 236                        | 2٬223                      |
| المصدر: NOAA                      |                            |                            |                            |                            |                            |                            |                            |                            |                            |                            |                            |                            |                            |